# بوئینگ مدل ۲۰۳
بوئینگ مدل ۲۰۳ (به انگلیسی: Boeing Model 203) یک هواپیمای ساختِ بوئینگ در کشور ایالات متحده آمریکا است. این هواپیما در ۱ ژوئیه ۱۹۲۹ میلادی نخستین پرواز خود را انجام داد.